# Абашидзе, Аслан Ибрагимович
Асла́н Ибраги́мович Абаши́дзе (груз. ასლან იბრაიმის ძე აბაშიძე; род. 20 июля 1938, Батуми) — государственный и политический деятель Грузии, руководитель Аджарской автономной республики (1991—2004).

## Происхождение
Происходит из исламизированной ветви князей Абашидзе, которая с конца XVI века правила аджарцами под верховным руководством османского султана. В 1918—1921 годах его дед Мемед Абашидзе, писатель и переводчик, стал председателем первого парламента (меджлиса) Аджарии, удержал Аджарию в составе Грузии, не допустив турецкой оккупации. В 1938 году, в ходе сталинских репрессий, Мемед Абашидзе был расстрелян, а его сын Ибрагим (за два месяца до рождения сына Аслана) был арестован и выслан в Сибирь. Мать — Шаэстер Бежанидзе происходила из аристократического рода, владевшего северной Аджарией.

## Биография

### Начало карьеры
Окончил историко-филологический факультет Батумского педагогического института (1962) и факультет планирования народного хозяйства Тбилисского государственного университета (1984). В 1962 году был осуждён на два года условно за хранение огнестрельного оружия и злостное хулиганство. Преподавал в музыкальном училище, возглавлял ПТУ, занимался комсомольской работой. В эти годы близко познакомился со старшим братом Эдуарда Шеварднадзе — Гиппократом, работавшим в то время председателем Комитета по профтехобразованию Грузинской ССР.
С 1981 года — заместитель председателя исполкома Батумского горсовета, с 1984 года — министр бытового обслуживания населения Аджарской АССР, с 1986 года — заместитель министра бытового обслуживания населения Грузинской ССР, затем — президент госконцерна по бытовому обслуживанию населения «Грузбытсервис».

### Во главе Аджарии
В марте 1991 года при поддержке Звиада Гамсахурдия, стал и. о. председателя Верховного совета Аджарии, а в июле того же года избран председателем Верховного совета Аджарии (был переизбран на этот пост в 1996 году). При этом Гамсахурдия в качестве основного условия избрания поставил Абашидзе задачу постепенного упразднения автономного статуса Аджарии. В 1991—1995 одновременно являлся заместителем Председателя парламента Грузии.
19 августа 1991 года, узнав о путче в Москве, сообщил об этом по телефону Гамсахурдии и убедил его принять все требования ГКЧП. После начала в декабре 1991 года гражданской войны создал собственную армию в качестве противовеса вооружённым группировкам, объединявшим сторонников и противников З. Гамсахурдия. В 1992 году возглавил политическую партию «Всегрузинский союз возрождения» (c 1997 — «Союз демократического возрождения Грузии»), которая на выборах парламента Грузии 1992 и 1995 годах добилась определённого успеха и создала парламентскую фракцию.
28 сентября 1992 года фактически объявил независимость экономических структур автономии от Тбилиси. В отличие от руководства Абхазии и Южной Осетии, не пытался добиваться независимости Аджарии и развивал её как «свободную экономическую зону» с правом оставления таможенных сборов в республике. Предоставил максимально льготный режим дислоцированной около Батуми российской военной базе. В марте 1994 года приветствовал вступление Грузии в СНГ. По сообщениям СМИ поддерживал дружеские отношения с мэром Москвы Юрием Лужковым.
По словам Абашидзе на него было совершено 17 покушений, хотя аджарская оппозиция считала большинство из них сфальсифицированными.
В 2000 году был кандидатом на пост президента Грузии, но снял свою кандидатуру в пользу Э. Шеварднадзе, несмотря на то, что в выборах участвовал представитель возглавляемого Абашидзе блока «Возрождение Грузии» Д. Патиашвили. В том же году на безальтернативной основе избран главой Аджарии, получив 99 % голосов при явке избирателей, составившей 90 %.

### Конфликт с Тбилиси
После «революции роз» у Аслана Абашидзе не сложились отношения с Михаилом Саакашвили. В апреле 2004 года Саакашвили заявил, что «клан Абашидзе является бандой преступников, убийц и наркодилеров», после чего в мае ввёл в Аджарии прямое президентское правление. К границам автономной республики был переброшен грузинский спецназ, которому с другой стороны противостояли силы МВД Аджарии. Масштабный вооружённый конфликт был предотвращён в результате переговоров между Россией и Грузией, так как первая пообещала не противодействовать восстановлению контроля Тбилиси над автономией и вывезти из Аджарии Абашидзе в обмен на гарантии неприкосновенности, которые Михаил Саакашвили публично дал ему в эфире центральных телеканалов. 5 мая 2004 года Абашидзе подал в отставку, а на следующий день в Батуми прибыл самолёт с руководителем Совета безопасности РФ Игорем Ивановым, который в тот же день вывез Абашидзе в Москву (где он теперь и проживает).
В декабре 2005 года Генеральная прокуратура Грузии возбудила уголовное дело и объявила Абашидзе в розыск по обвинению в терроризме, превышении служебных полномочий и присвоении государственного имущества. Кроме того, по заявлению Генпрокуратуры Грузии, Аслан Абашидзе в течение многих лет препятствовал перечислению в центральный бюджет налогов из руководимой им Аджарии, что является прямым нарушением грузинского налогового законодательства и превышением служебных полномочий. Личное имущество Абашидзе, которое он не успел вывезти из Грузии, было конфисковано и выставлено на аукцион.
В окружении Саакашвили утверждали, что Аслан Абашидзе «не прекратил провокационную политическую деятельность», установив контакты с бывшим руководителем службы госбезопасности Грузии Игорем Гиоргадзе, разыскиваемым властями Грузии по обвинению в организации нескольких терактов.
В марте 2006 года против Абашидзе было выдвинуто обвинение в преднамеренном убийстве в 1991 году заместителя председателя парламента Аджарии Нодара Имнадзе. 22 января 2007 года Батумский городской суд заочно приговорил Аслана Абашидзе к 15 годам лишения свободы и выплате в бюджет Грузии около $60 млн. Был объявлен в международный розыск по линии «Интерпола».

## Награды
Аслан Абашидзе имел звание генерал-майора грузинской армии и полковника российской армии. Хобби: рисование, скульптура.
Награждён орденами «Знак Почёта» и Дружбы народов, почётным знаком Российской Федерации «За службу на Кавказе», Орденом Вахтанга Горгасала 1-й степени. Рыцарь Мальтийского ордена (1997). Лауреат премии имени Ф. Нансена. По инициативе космонавта Германа Титова имя Аслана Абашидзе присвоено звезде в созвездии Стрельца.
Почётный академик Российской Академии педагогических наук и Академии политических наук Грузии, академик Международной академии информатизации.

## Семья
Первая жена Аслана Абашидзе — Магули Гогитидзе (1951—2003) — по профессии музыкант, была председателем Фонда культуры Аджарии и Аджарской региональной организации «Женщины Грузии — за мир и жизнь». Вторая жена — Анна (1972 г.р.), армянка по происхождению.
Имеет троих детей и внука. От первого брака дочь Диана (1970 г. р.) и сын Георгий (1976 г. р., до отставки Аслана Абашидзе он занимал пост мэра Батуми). От второго брака сын Александр (2017 г.р.).